# Gomel
Gomel (belorusko Гомель) je mesto v jugovzhodni Belorusiji blizu meje z Rusijo in Ukrajino. Je upravno središče Gomelske oblasti. Leta 2013 je mesto imelo 515.325 prebivalcev in je bilo drugo največje mesto v Belorusiji.

## Zgodovina
Mesto Gomel je nastalo ob koncu 10. stoletja na ozemlju vzhodnoslovanske zveze plemena Radimiča. Ime je dobil po potoku Gomeljuka, na katerem je tudi nastal. V 13. in 14. stoletju je bilo v mestu razvito obrtništvo, s trgovinskimi vezami pa je bil vezan z mesti Rus'a.
Leta 1335 je Gomel prišel v sestavo Velike Litovske kneževine, v naslednjih desetletjih in stoletjih je mesto prehajalo iz rok Litovcev v roke Rusov in obratno. Od 1565 je Gomel bil središče Minskega vojvodstva. Leta 1569 je mesto postalo del Poljsko-litovske unije, in postal mesto spopadov med ukrajinskimi kozaki, rusko vojsko in poljsko vojsko, in v prihodnjih desetletjih so zgodovino mesta zaznamovali številni boji za prevlado nad mestom.
V sredini 17. stoletja je vpliv mesta upadel. Število prebivalcev se je pomembno zmanjšalo, razrušeno je bilo v pogostih napadih, mnoge obrti pa so izginile. Naložili so mu velike davke in prebivalci so plačevali visok letni davek Poljski vse do leta 1770.
Leta 1772 je mesto postalo del Ruskega carstva. V času državljanske vojne je Gomel okupirala vojska Nemškega cesarstva, zatem je mesto zavzela ukrajinska vojska pod vodstvom Simona Petljurija, v januarju 1919 pa je Gomel prevzela Rdeča armada.
V času druge svetovne vojne je mesto v začetku 1941 okupirala nemška vojska. Leta 1943 je bilo mesto osvobojeno. Mesto je zadela Černobilska nesreča leta 1986, radioaktivnost je veter prinesel tudi do Gomelja.

## Prebivalstvo
Leta 2006 je v mestu živelo 479.935 prebivalcev, od tega je delovno sposobnih prebivalcev bilo 259.000. Zaposlenih je 191.019, od tega 69.441 v industriji. Po narodnosti mestno prebivalstvo predstavljajo Belorusi 76,7 %, Rusi 16,9 % in Ukrajinci 5,1 %. Od skupnega števila prebivalcev 55 % predstavljajo ženske in 45 % moški.
Gomel je bil znan po veliki židovski skupnosti, po popisu prebivalstva iz leta 1897 je bilo 55 % prebivalcev judov.

## Mesta prijatelji
- Černigov, Ukrajina
- Aberdeen, Združeno kraljestvo [3]
- Češke Budejovice, Češka
- Sudbury, Kanada
- Clermont-Ferrand, Francija
- Liepāja, Latvija
- Radom, Poljska[4]